# JKおやじ!
『JKおやじ！』（ジェイケーおやじ）は、加藤みのりによる日本の漫画作品。2013年1月、『ちゃおデラックス』（小学館）春待ち超特大増刊号で『ひみつのなでしこ』の題で初掲載。のちに現題に改題し、同誌で不定期連載後、『ちゃお』（小学館）2016年4月号より2024年6月号まで連載された。

## あらすじ
反抗期の男子高校生・九郎は同じ学校の美少女・なでしこに片想い中。しかしなでしこの正体は、九郎の父親のたこ八だった。息子を溺愛しすぎて美少女・なでしこに変身するたこ八と、なでしこの正体に気付かない鈍感な九郎のゆるい日常を描く。

## 登場人物

### 主要人物
花野なでしこ / 花野たこ八（はなの なでしこ / はなの たこはち）
本作の主人公。8月8日生まれ。50歳。血液型O型。たこ焼き屋経営。息子を溺愛しているが最近九郎が反抗期であるのを気にしており、美少女に変身して彼に接近する。
普段は低身長でハゲ、ステテコと腹巻を巻いた昭和の親父のような服装だが女装時は完璧な美少女。水に濡れると化粧が落ちてしまうので女装している時は雨が苦手。しかし普段の格好から度々不審者に間違えられ、警察沙汰になってしまうのが悩みで、特に女装時に化粧を落とすとあからさまな不審者に見られてしまうため、度々警察に追われる羽目になる。
花野九郎（はなの くろう）
たこ八の息子。9月6日生まれ。17歳。高校2年生。血液型A型。今時な男子で、父親にうんざりしている。なでしこに一目惚れし、付き合いたいと思っている（その正体が父親であることを知らない）。
度々なでしこの妄想をし、鼻血を出している。

### 学校の人々
月見ももこ（つきみ ももこ）
なでしこの親友。家がケーキ屋で、将来の夢はパティシエ。お菓子作りが得意だが、美術のセンスが壊滅的であり、とんでもないものを作ることが多い。
由井緑（ゆい みどり）
九郎の高校入学時からの親友。おしゃれが大好き。
竹内武（たけうち たけし）
九郎の小学生の頃からの幼馴染。他校に彼女がいる。
桐矢（きりや）
九郎達のクラス担任で、国語担当。生徒思いで真面目な性格。よく一人で出掛けている。
花野イカ八（はなの イカはち）
たこ八の弟で、九郎の叔父。九郎達の学校の理科教師。容姿は兄と瓜二つだが紳士的な性格で、九郎が身内で心を許している数少ない存在。

### その他
吉村（よしむら）、城ヶ辻（じょうがつじ）
警察官コンビ。階級は両者ともに巡査。たこ八を度々不審者扱いし、追い回している。
菊ちゃん（きくちゃん）
竹内の彼女。霊感がある。

## 書誌情報
- 加藤みのり 『JKおやじ！』 小学館 〈ちゃおコミックス〉、全5巻
  1. 2016年9月1日発売[4]、『ちゃおデラックス』2013年春待ち超大増刊号、春の超大増刊号、冬の超大増刊号、2014年春待ち超大増刊号、5月号、7月号、9月号、11月号、2015年1月号、3月号、5月号、7月号、9月号、11月号、2016年3月号、5月号、7月号、『ちゃお』2013年9月号別冊ふろく『ちゃおスペシャルサマーコミックス2013』、2016年4月号[1] - 7月号、ISBN 978-4-09-138622-9
    - おやじにキタくん！（描きおろし）
    - 遊びにキタくん（『ちゃおデラックス』2012年春待ち超大増刊号（デビュー作。）、春の超大増刊号、初夏の超大増刊号、夏の超大増刊号、秋の超大増刊号、冬の大増刊号、『ちゃお』2012年5月号 - 2013年4月号）

  2. 2018年1月31日発売[5]、『ちゃお』2016年8月号 - 2018年1月号、『ちゃおデラックス』2016年9月号 - 2018年1月号、ISBN 978-4-09-870020-2
    - 上からエンジェル（『ちゃおデラックス』2013年初夏の超大増刊号、夏の超大増刊号）
    - おねーちゃんのケチッ！（『ちゃおデラックス』2016年3月号）
    - ホラー！JKおやじ！（『ちゃおデラックスホラー』2016年9月増刊号）
    - 起立、霊っ！（『ちゃおデラックスホラー』2013年9月20日増刊号、2014年3月20日増刊号）
    - ヤナギくんのお人形（『ちゃおデラックスホラー』2014年10月増刊号、2015年7月増刊号）
    - 日めくりモンスターハウス！（『ちゃおデラックスホラー』2016年3月増刊号）
    - きょーふのカレシ（『ちゃおデラックスホラー』2017年9月増刊号）
    - オマケのページ

  3. 2020年7月1日発売[6]、『ちゃお』2018年2月号 - 7月号、9月号 - 2019年12月号、『ちゃおデラックス』2018年3月号、5月号、7月号、9月号、11月号、2019年1月号、3月号、5月号、7月号、9月号、11月号、2020年1月号、『ちゃおデラックスホラー』2019年1月増刊号、ISBN 978-4-09-871086-7
    - 怨スタグラム（『ちゃおデラックスホラー』2019年9月増刊号）

  4. 2022年7月26日発売[7]、『ちゃお』2020年1月号 - 2021年12月号、『ちゃおデラックス』2020年3月号、5月号、7月号、9月号、11月号、2021年1月号、3月号、5月号、7月号、9月号、11月号、ISBN 978-4-09-871732-3
    - JKおやじ！ 番外編（描きおろし）
    - 日めくりモンスターハウス！（『ちゃおデラックスホラー』2017年3月増刊号）

  5. 2024年6月26日発売[8]、ISBN 978-4-09-872576-2